# 泉江站
泉江站位于江西省萍乡市安源区高坑镇，是沪昆铁路上的车站。车站由南昌局集团宜春车务段管辖，不办理客运业务，但有南昌至萍乡的管内列车在本站办理通勤业务；货运仅办理专用线、专用铁路货运作业，主要负责到达华能安源发电（萍乡电厂）电煤的卸车排空，场间及专用线货物车辆取送业务。
车站建于1937年，当时站内设有3条股道。1938年车站开始修建通往高坑煤矿的专用线，全长6.1公里，为萍乡电厂提供电煤。但该专用线因战乱原因直至1948年3月方建成通车。1959年至1970年车站经两次扩建后站内共有6条股道:251。2006年因装卸量小，车站停办整车到发业务。2008年车站建成通往赣西电煤储运选配煤中心的专用线，同时站内增加2条股道。